# Vellozia tomentosa
Vellozia tomentosa är en enhjärtbladig växtart som beskrevs av Johann Baptist Emanuel Pohl. Vellozia tomentosa ingår i släktet Vellozia och familjen Velloziaceae. Inga underarter finns listade.